# Leitkegel

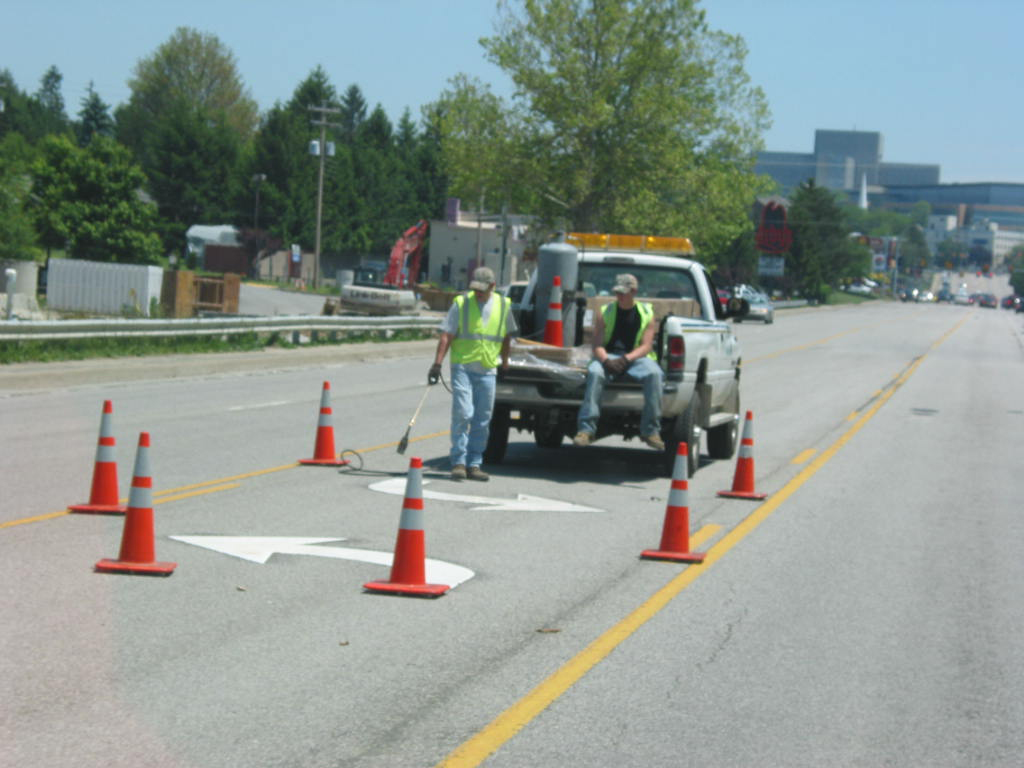
Leitkegel sichern Markierungsarbeiten ab

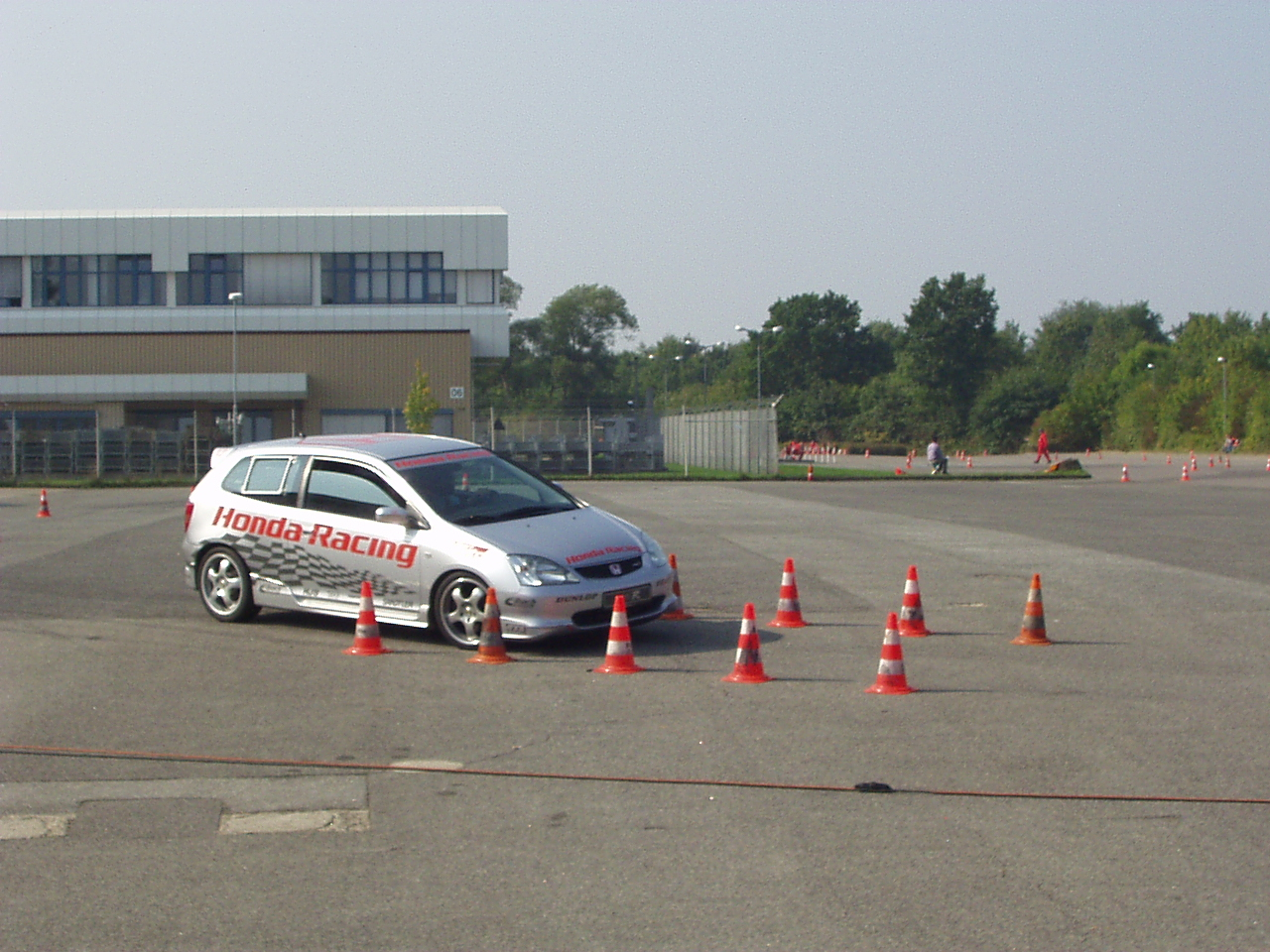
Eine Pylonengasse im Motorsport

Als Leitkegel oder Verkehrsleitkegel, auch Pylon, wird ein Verkehrszeichen und Absperrutensil bezeichnet, das in erster Linie zur kurzfristigen Warnung und Absicherung von Arbeits-, Einsatz- und Unfallstellen im öffentlichen Straßenverkehr dient und zur optischen Führung der Verkehrsteilnehmer in diesem Bereich genutzt wird. Neben der Verwendung im Straßenverkehr kommt der Leitkegel auch im Sport- und Freizeitbereich, wie etwa für Pylonengassen im Motorsport, zum Einsatz.
Leitkegel werden aus flexiblem Kunststoff in unterschiedlichen Größen gefertigt und besitzen eine auffällige Farbgebung. Zur Verbesserung der Nachtsichtbarkeit kann die Oberfläche zusätzlich retroreflektierend gestaltet werden. Sie sind leicht transportabel, stapelbar sowie im Kollisionsfall weitgehend ungefährlich, da sie in der Regel fast gefahrlos überfahren werden können.

## Begriffsbestimmung
Der Begriff „Leitkegel“ wird in der deutschen Straßenverkehrs-Ordnung festgelegt. Dort gehört er als Zeichen 610 gemäß § 43 StVO i. V. m. Anlage 4 StVO zu den Verkehrseinrichtungen. In Österreich oder in der Schweiz wird der Begriff dagegen nicht eigens in deren Gesetzgebungen zum Straßenverkehr definiert.
Es haben sich neben der amtlichen Benennung zahlreiche weitere Bezeichnungen, auch in Abhängigkeit von dem Verwendungszweck, für dieses Absperrgerät eingebürgert. Aufgrund der charakteristischen Formgebung wird der Leitkegel häufig als Pylon oder Verkehrshütchen benannt. Auch der Begriff Warnkegel ist gebräuchlich. An den Ort, an dem der Leitkegel 1952 erfunden wurde, erinnert die Bezeichnung Lübecker Hütchen. Im Jahr 1968 begann die Firma Molan mit der Leitkegelfertigung aus thermoplastischem Kunststoff und prägte auf diese Weise den Begriff Molankegel. In Österreich ist der Begriff Huterl oder Haberkornhütchen gebräuchlich, der auf die Firma Haberkorn GmbH zurückgeht. Die Schweizer benennen den Leitkegel dagegen auch als Verkehrstöggel.

## Geschichte
In den USA hatte der im Straßenbau tätige Charles D. Scanlon bereits im Februar 1941 ein Patent für kegelförmige safety markers angemeldet. In Deutschland wurde ein Leitkegel im Jahre 1952 von Ewald Kongsbak erfunden und im Jahre 1953 zum Gebrauchsmuster angemeldet.
Bis 1952 wurden in Deutschland zur Fahrbahnsperrung rot-weiß gestrichene, mit einem Stein beschwerte Fässer verwendet. 1952 gab es einen tödlichen Unfall, bei dem ein Autofahrer gegen solch ein Absperrfass fuhr. Durch die Wucht des Aufpralls wurde der Stein durch die Windschutzscheibe geschleudert und tötete den Fahrer. Dieser Unfall inspirierte Ewald Kongsbak zur Erfindung der Lübecker Hütchen aus Gummi mit roten und weißen Querstreifen.

## Form- und Farbgebung

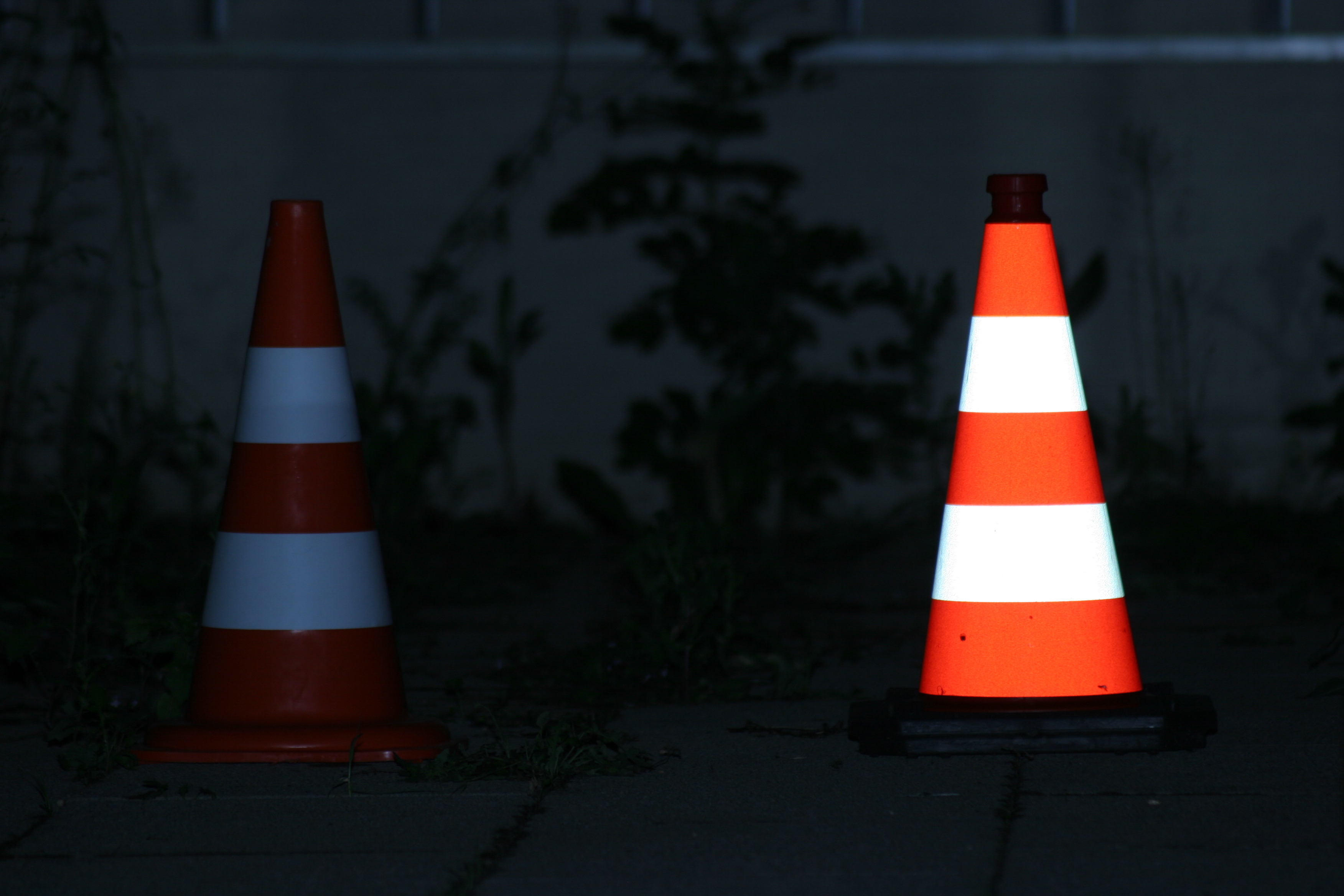
Links ein eingefärbter Leitkegel mit (schwach) retroreflektierenden weißen Streifen, rechts ein voll-retroreflektierender Leitkegel nach TL

Leitkegel werden weltweit verwendet und besitzen oftmals aufgrund der verschiedenen Normen und Standards eine unterschiedliche Form- und Farbgebung. Für die Herstellung kommen verschiedene (Recycling-)Kunststoffe zum Einsatz, wie etwa Gummi, PVC oder PE. Grundsätzlich besteht der Leitkegel aus einer stabilen Fußplatte und einem aufgehenden konisch geformten Körper. Die Fußplatte ist deutlich breiter und schwerer als der aufgehende Körper. Auf diese Weise erhält der Leitkegel einen tieferen Schwerpunkt und die Gefahr, dass der Kegel kippt oder verrutscht, wird reduziert.
Die Oberfläche des Leitkegels besitzt eine Warnfarbe und der aufgehende Körper kann zusätzlich zur Verbesserung des Kontrastes mit einem oder mehreren Streifen versehen sein. Je nach Einsatzzweck werden verschiedene Anforderungen an Farbe und Beschaffenheit der Kegel gestellt.
Die europäische Norm EN 13 422 legt verschiedene Eigenschaften für die Herstellung von Leitkegeln fest. Dazu gehören Gewichtsklassen (W1 bis W3) im Verhältnis zur Höhe des Leitkegels, die Farbwertanteile und Leuchtdichte der reflektierenden und nicht reflektierenden Oberflächen, sowie mechanische Anforderungen wie Standfestigkeit, Kälteschlagfestigkeit und Fallsicherheit. Die Norm unterscheidet zwischen vollretroreflektierenden (Klasse A) und teilretroreflektierenden Leitkegeln (Klasse B). Die Leitkegel der Klasse B erhalten ihre Farbgebung durch retroreflektierende Ringe auf einem andersfarbigen Grundkörper. Nachts durch Scheinwerfer angestrahlt geben solche Leitkegel ein anderes Bild ab als tagsüber. Wenn nur die Streifen retroreflektierend sind, überstrahlen diese die nicht reflektierenden Ringe, die durch den eingefärbten Grundkörper des Kegels gebildet werden.

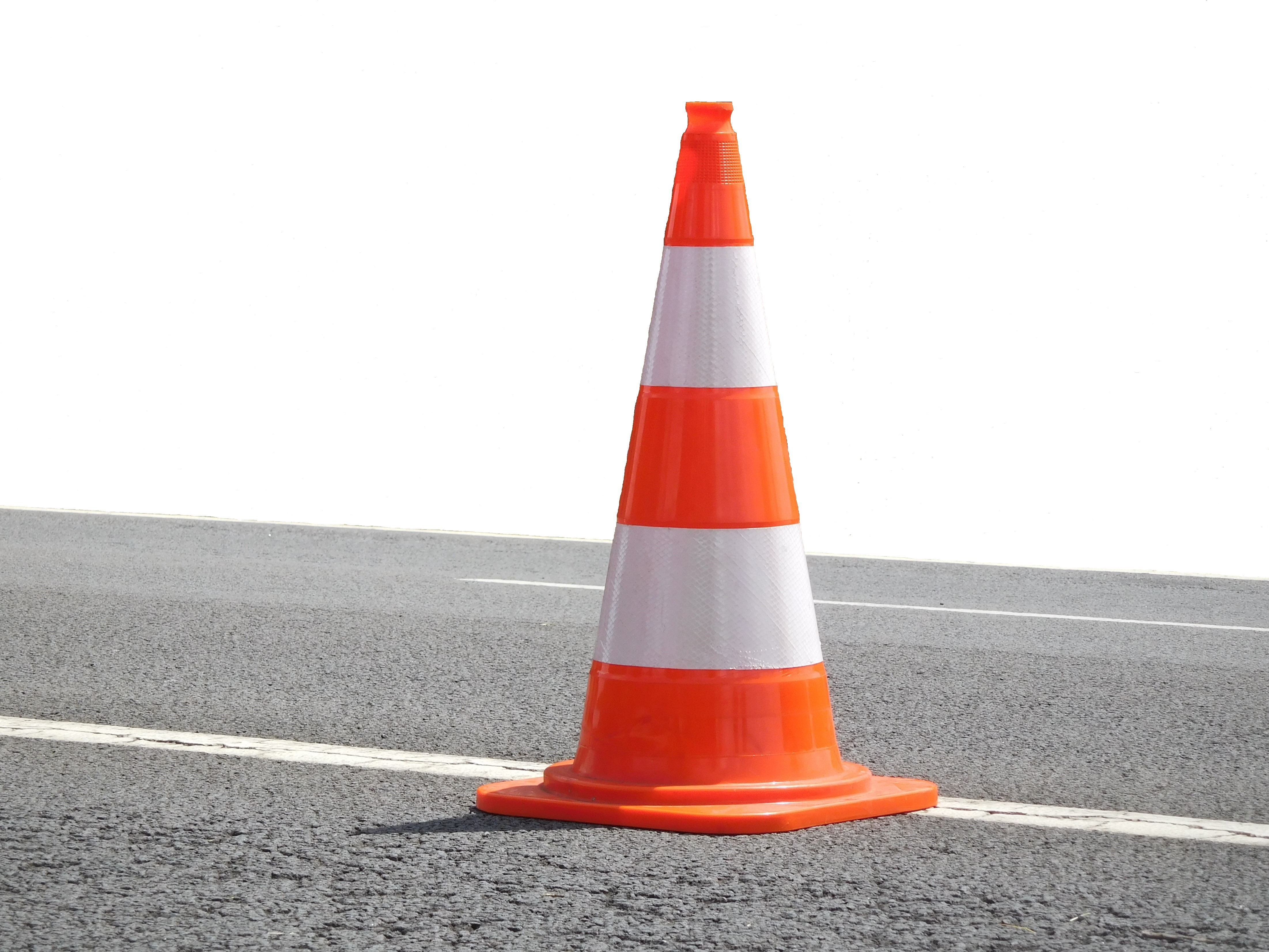
Häufig anzutreffen, aber in der Regel nur außerhalb des öffentlichen Straßenraums erlaubt: Orange tagesleuchtende Leitkegel

Nach EN 13 422 wären zusätzlich auch gelbe Kegelgrundkörper zulässig. Neben retroreflektierenden weißen und roten Flächen sind zudem auch die Farben Gelb und Blau genormt. Ein gelber Leitkegel mit retroreflektierenden blauen Ringen würde also grundsätzlich die Rahmenbedingungen für die Produktion nach EU-Standards erfüllen. Die Anforderungen an das Erscheinungsbild für die Zulässigkeit im Verkehrsraum eines EU-Staats werden daher in ergänzenden nationalen Vorgaben und Richtlinien festgelegt. Bis heute sind zudem Leitkegel im Handel erhältlich, deren Farbgebung nur durch die meist tagesleuchtend-orange und weiße Einfärbung des Kunststoffkörpers entsteht. Diese sind zwar immer wieder im öffentlichen Straßenraum anzutreffen, entsprechen aber in der Regel weder der EN 13 422 noch den nationalen Vorgaben.

### Vorschriften in Deutschland

Leitkegel nach StVO 1970–1988
Version seit Oktober 1988

In der Bildtafel der Verkehrszeichen der bundesdeutschen StVO wurde der Leitkegel erstmals 1970 als Zeichen 610 aufgeführt. Ursprünglich bestand ein Leitkegel gemäß StVO aus drei weißen und zwei roten Ringen, beginnend mit einer weißen Spitze. Zum 1. Oktober 1988 wurde diese Farbreihenfolge umgekehrt.
Um nachts und in Scheinwerferlicht dasselbe Erscheinungsbild wie tags zu erreichen, muss seit 1994 für den Einsatz im Geltungsbereich der StVO die gesamte Oberfläche des Leitkegels retroreflektierend ausgebildet sein. Teilreflektierende Leitkegel sowie lediglich tagesleuchtend-orange und weiß eingefärbte Leitkegel sind nicht zulässig. Die Fußplatte kann farblich vom aufgehenden Körper abweichen.
Die Größe und das Gewicht des Leitkegels sind von seinem Einsatzzweck abhängig:
|                                                     | Zeichen 610-40 | Zeichen 610-41                           | Zeichen 610-42 | Zeichen 610-43                                 |
| --------------------------------------------------- | -------------- | ---------------------------------------- | -------------- | ---------------------------------------------- |
| Ringhöhe in mm                                      | 55             | 85                                       | 130            | 180                                            |
| Gesamthöhe in mm                                    | 300            | 500                                      | 750            | 1000                                           |
| Höhe des Verkehrszeichenbildes in mm                | 275            | 425                                      | 650            | 900                                            |
| Einsatzgebiet                                       | Radwege        | Alle Straßen mit Ausnahme von Autobahnen | Autobahnen     | Schienenbahnbereich bei innerörtlichen Straßen |
| Mindestgewicht von Kegeln der Klasse I (W1) in kg   | 0,8            | 1,3                                      | 3,2            | 4,8                                            |
| Mindestgewicht von Kegeln der Klasse II (W2) in kg  | 0,8            | 1,9                                      | 4              | 6                                              |
| Mindestgewicht von Kegeln der Klasse III (W3) in kg | 0,8            | 2,5                                      | 5              | 7,5                                            |

Um den Platzbedarf nicht verwendeter Leitkegel zu reduzieren, werden auch faltbare Leitkegel hergestellt und beispielsweise in Einsatzfahrzeugen mitgeführt. Die Zulässigkeit dieser Faltleitkegel im Geltungsbereich der StVO ist jedoch umstritten.

### Vorschriften in der Schweiz
Leitkegel werden in der Schweiz ebenso als Straßensignalisationsmittel gezählt wie ortsfeste Verkehrszeichen. Das bedeutet, dass auch sie gemäß Art. 102 Abs. 4 SSV retroreflektierend ausgeführt oder beleuchtet sein müssen.
In der Schweiz sind die Ansprüche an Leitkegel in der Norm VSS 40 876 festgelegt, die sich in Teilen an der EN 13422 orientiert. Darin werden Klassen für drei Eigenschaften festgelegt:
- Die Masse der Leitkegel im Verhältnis zur Höhe der Leitkegel (W1, W2 und W3)
- Tag- und Nachtsichtbarkeit der retroreflektierenden Flächen und deren Reflektionsklasse (R1 und R2)
- Unterscheidung in vollreflektierende Kegel (A) und Leitkegel, bei denen nur die weiße Oberfläche reflektierend ist (B)

Außerhalb von Schnellstraßen und Autobahnen ist auch der Gebrauch teilreflektierender Leitkegel noch zugelassen. Die Verwendung der Reflektionsklasse R1B ist mancherorts noch zulässig, für Neubeschaffungen soll jedoch die Klasse R2B genutzt werden. Für Schnellstraßen und Autobahnen sind grundsätzlich vollreflektierende Leitkegel in 75 cm Höhe und der höchsten Gewichtsklasse W3 vorgesehen. Laut Norm können aus Platzgründen Rettungs- und Vollzugsfahrzeuge für diese Zwecke ebenfalls mit 50 cm hohen Leitkegeln der Gewichtsklasse W2 ausgerüstet werden.

## Wegweiser für Einsatzkräfte

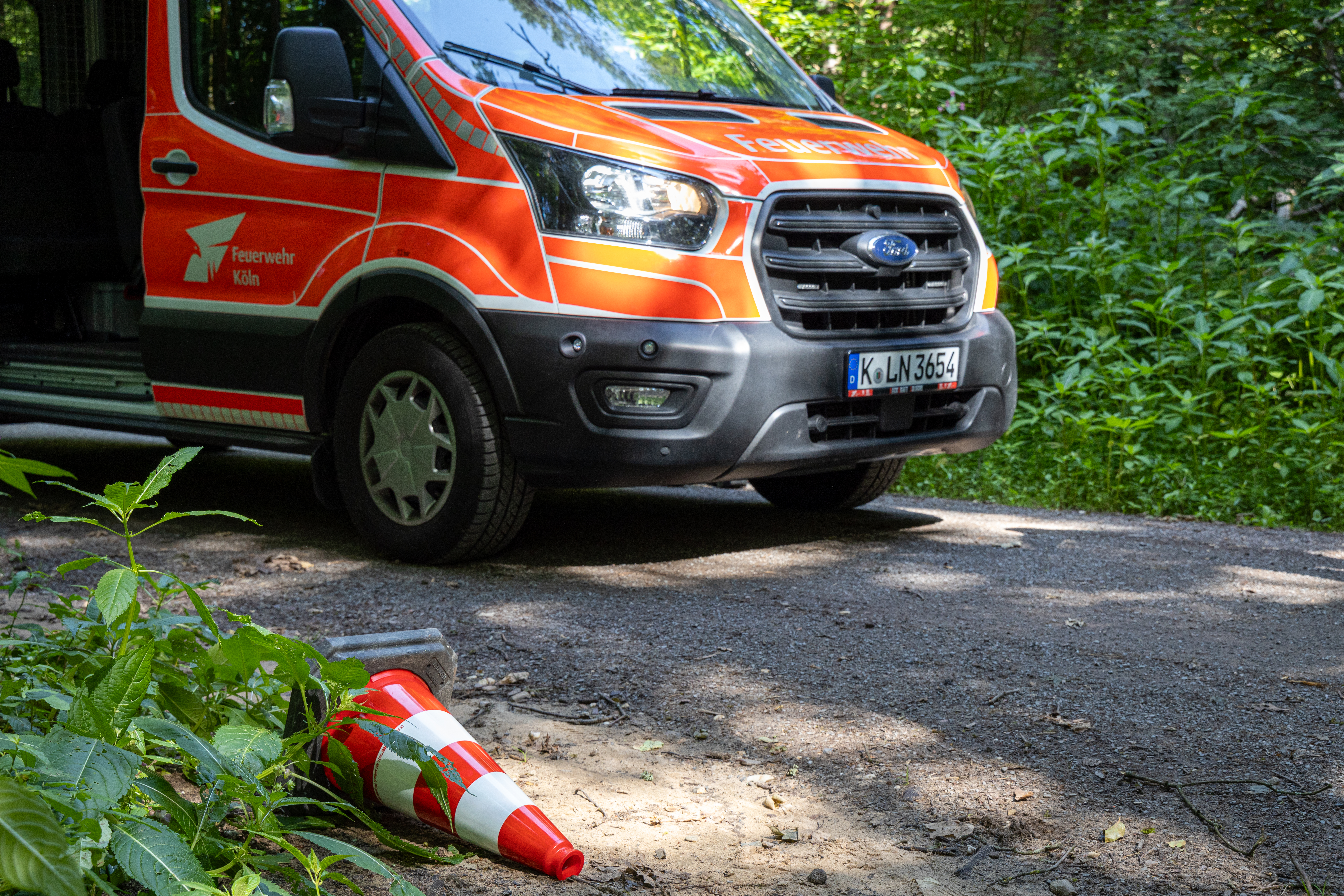
Liegender Leitkegel bei einer Übung der Berufsfeuerwehr Köln

Bei Einsätzen auf freiem Gelände oder im Wald weisen Einsatzkräfte wie die Feuerwehr nachrückenden Kräften an Kreuzungen durch liegende Leitkegeln den Weg. Dabei zeigt die Spitze zum Einsatzort. Dies kommt beispielsweise bei Waldbränden in Frage. Die Feuerwehr weist in dem Zusammenhang immer wieder darauf hin, dass Spaziergänger liegende Leitkegel im Gelände nicht aufrichten oder verdrehen sollen.

### Bildergalerie

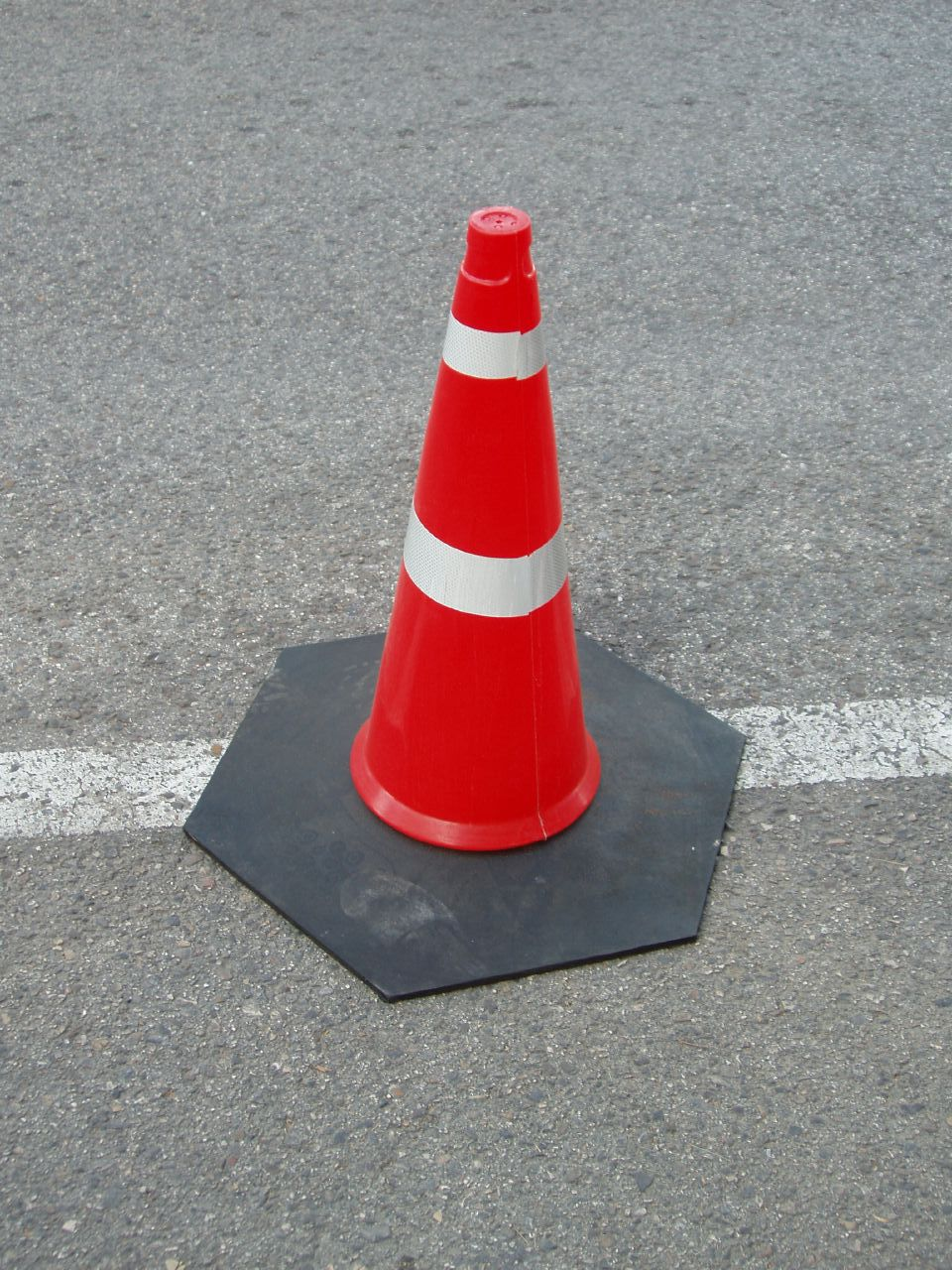
Spanien
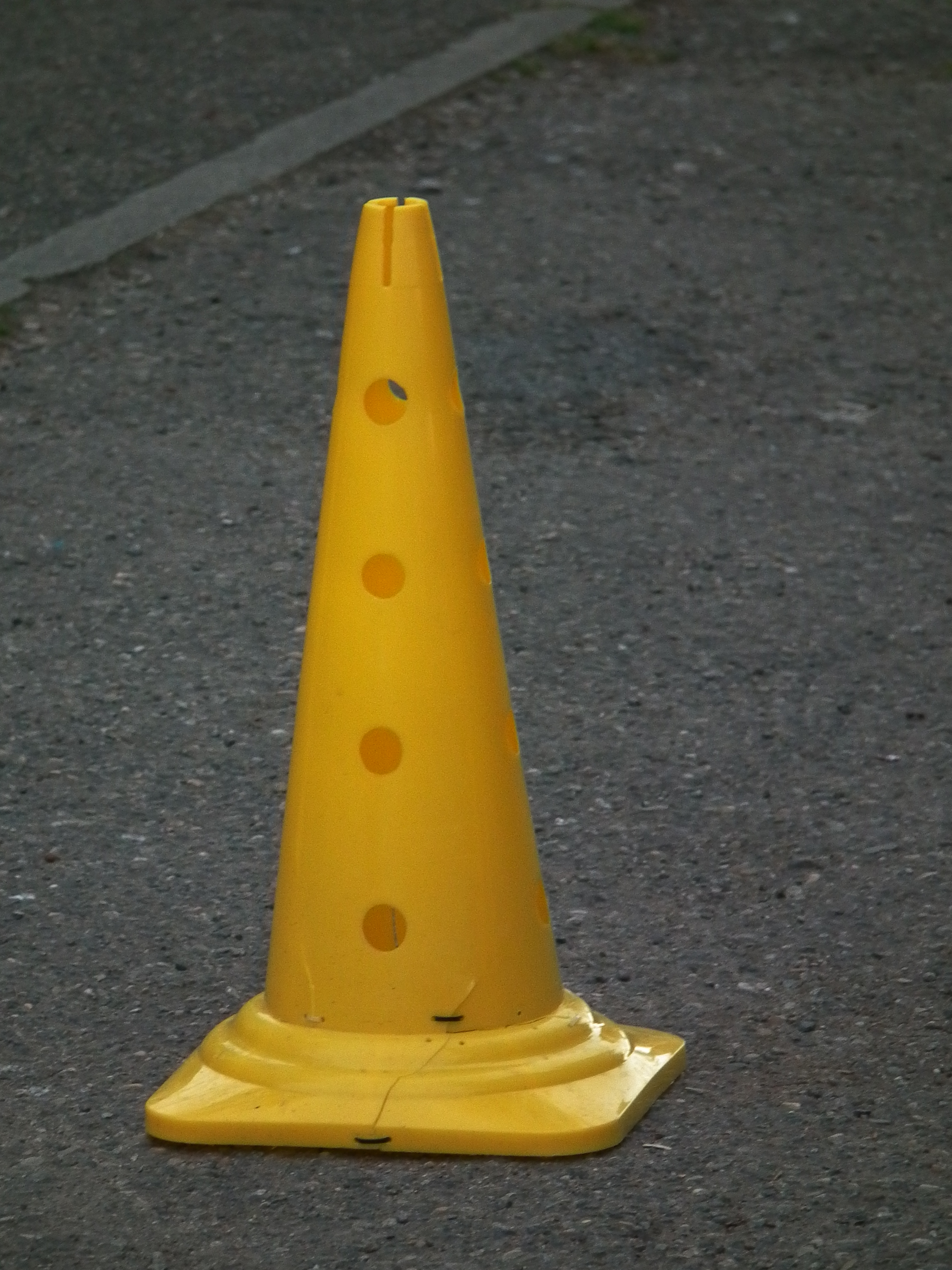
Vereinigte Staaten, New York
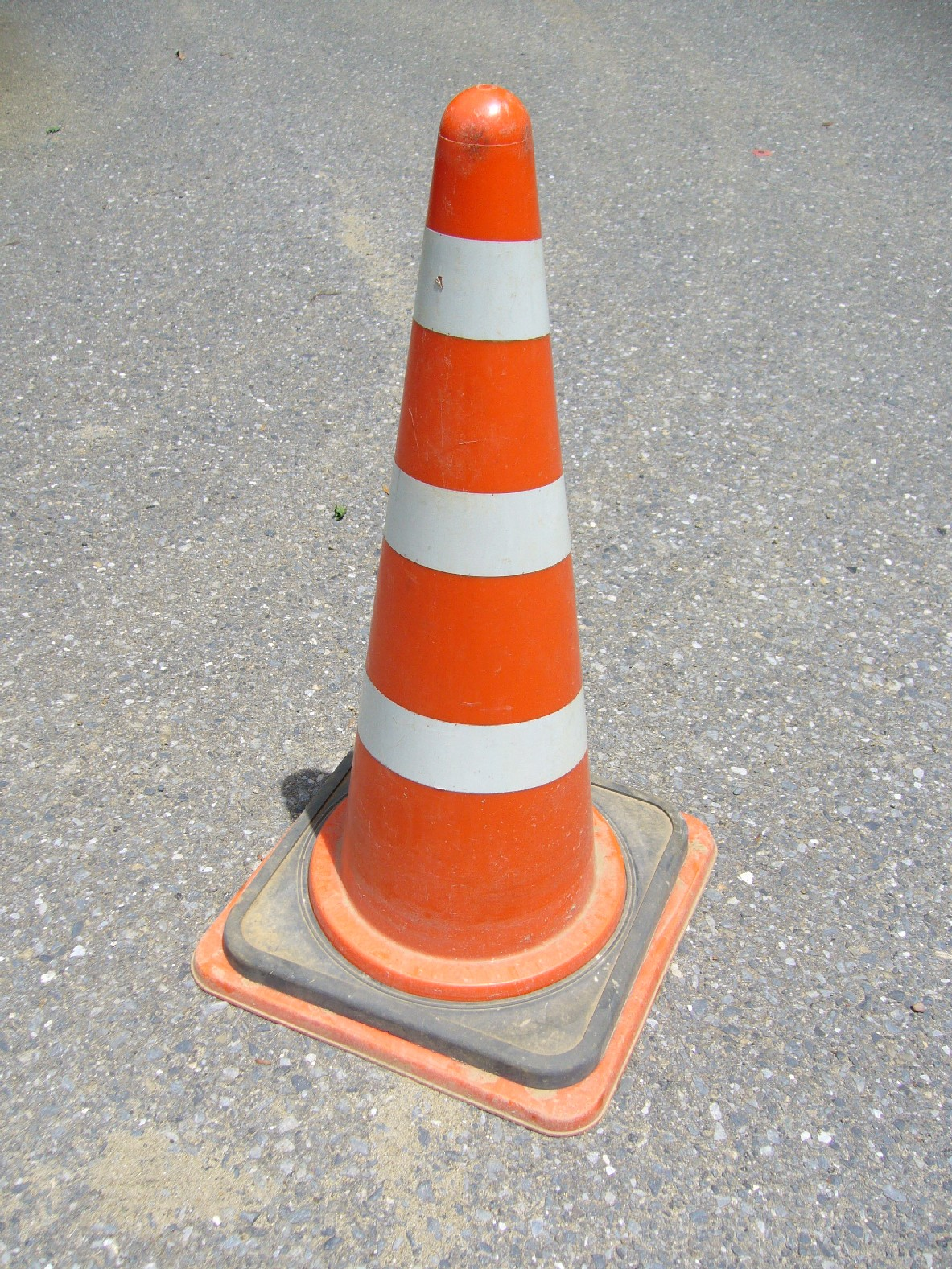
Japan
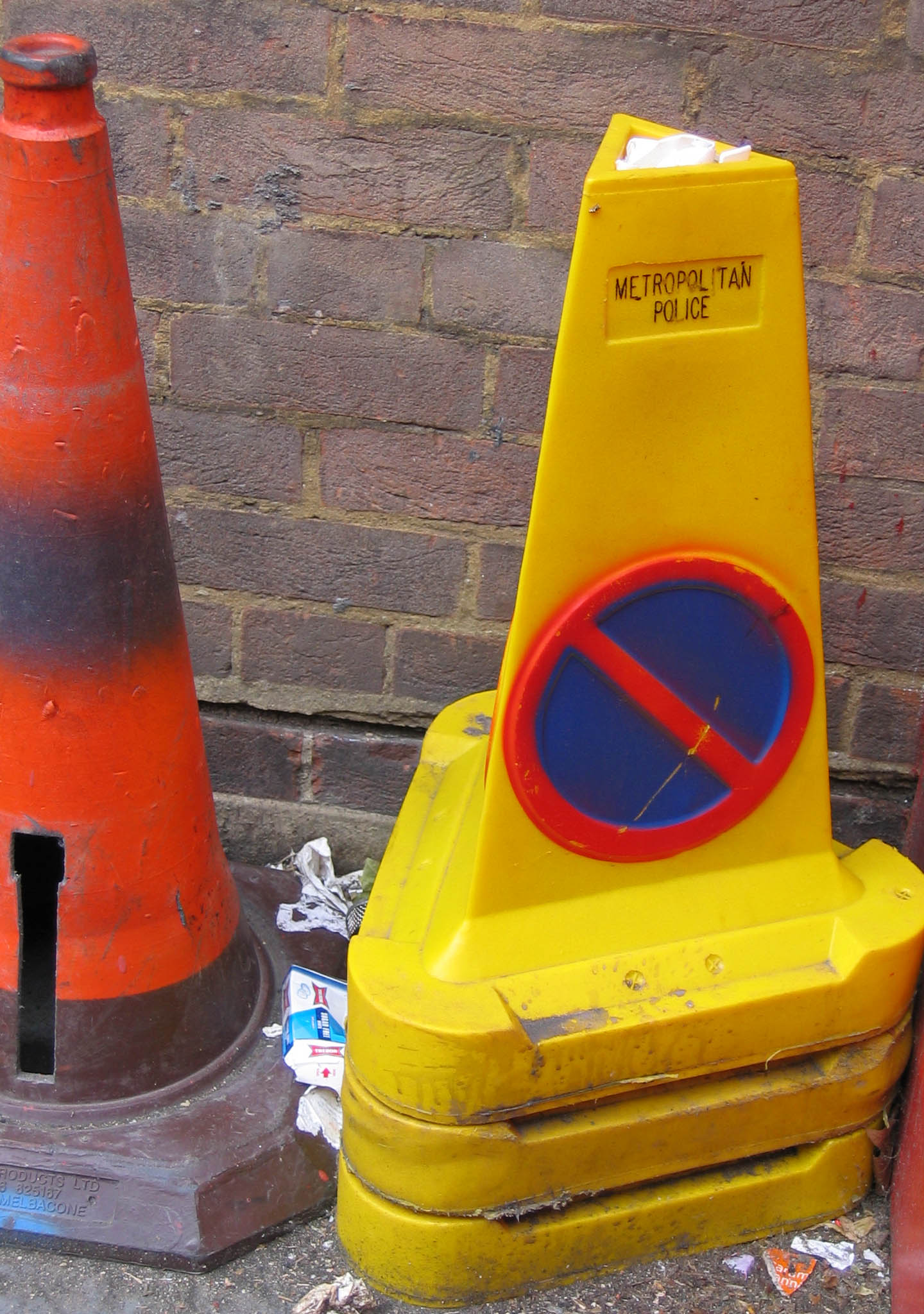
Großbritannien, London, mit (eingeschränktem) Halteverbot
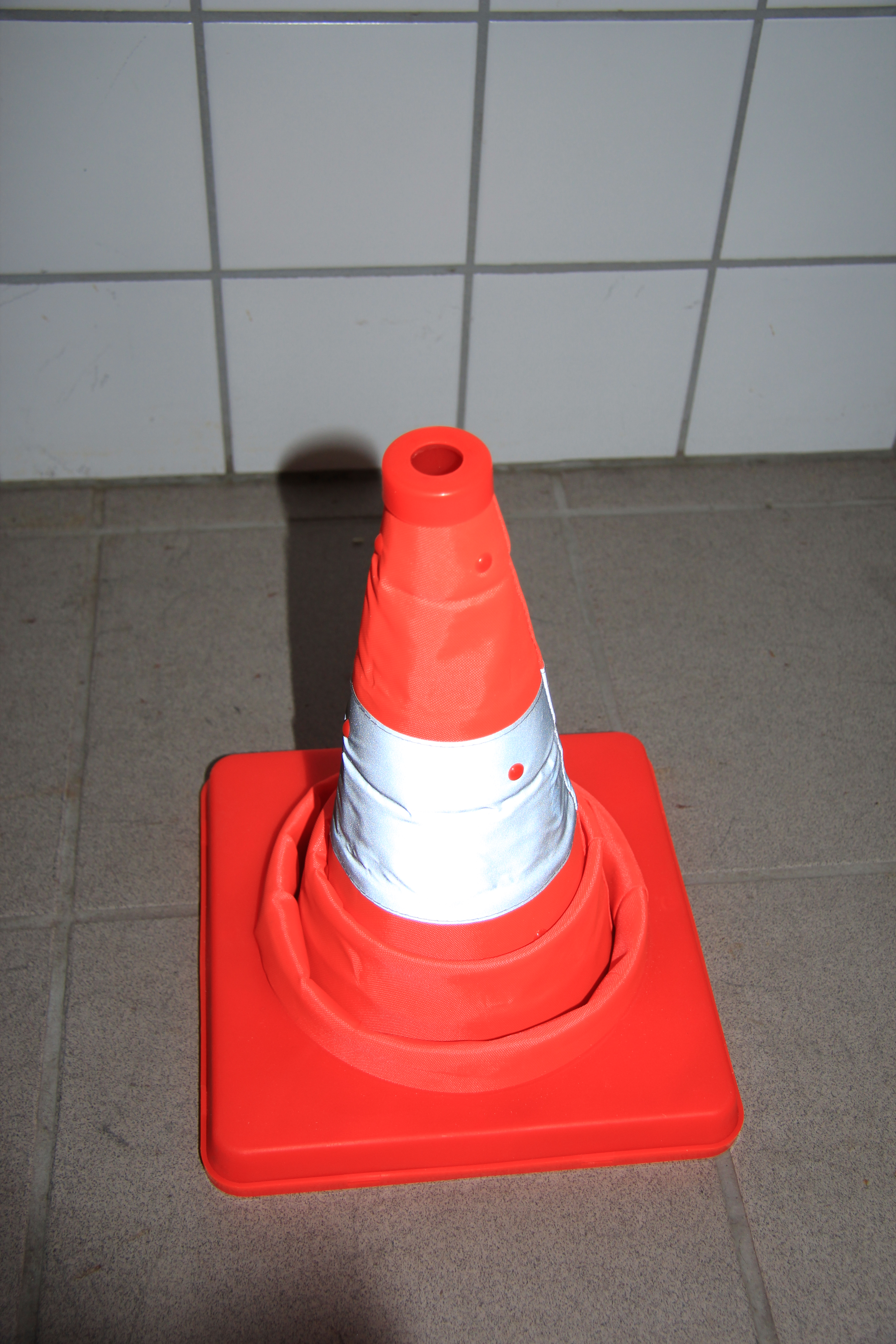
Faltbarer Leitkegel, halb ausgefahren
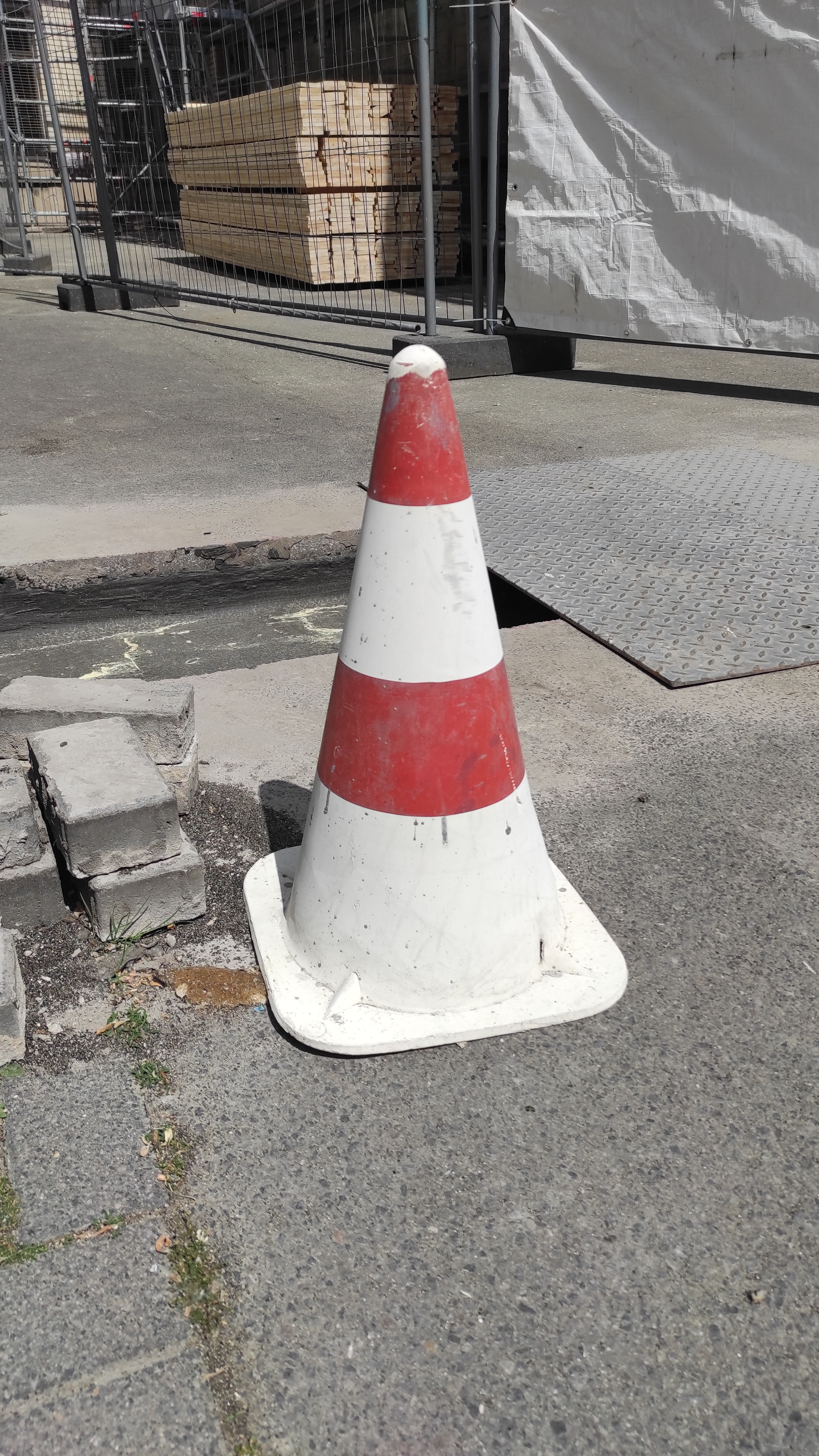
Leitkegel nach „altem“ Farbschema in Berlin

## Normen und Standards

### Europa
- EN 13422 – „Straßenverkehrszeichen (vertikal) – Transportable verformbare Warnvorrichtungen und Leiteinrichtungen – Transportable Straßenverkehrszeichen – Leitkegel und Leitzylinder“

### Deutschland
- Technische Lieferbedingungen für Leitkegel (TL-Leitkegel)
- Richtlinien zur verkehrsrechtlichen Sicherung von Arbeitsstellen an Straßen

### Schweiz
- VSS 40 886 – Signalisation von Baustellen auf Haupt- und Nebenstraßen
- VSS 40 885 – Signalisation von Baustellen auf Autobahnen und Autostraßen
- VSS 40 876 – Anforderungen an Leitkegel und Leitzylinder